# 성 산업

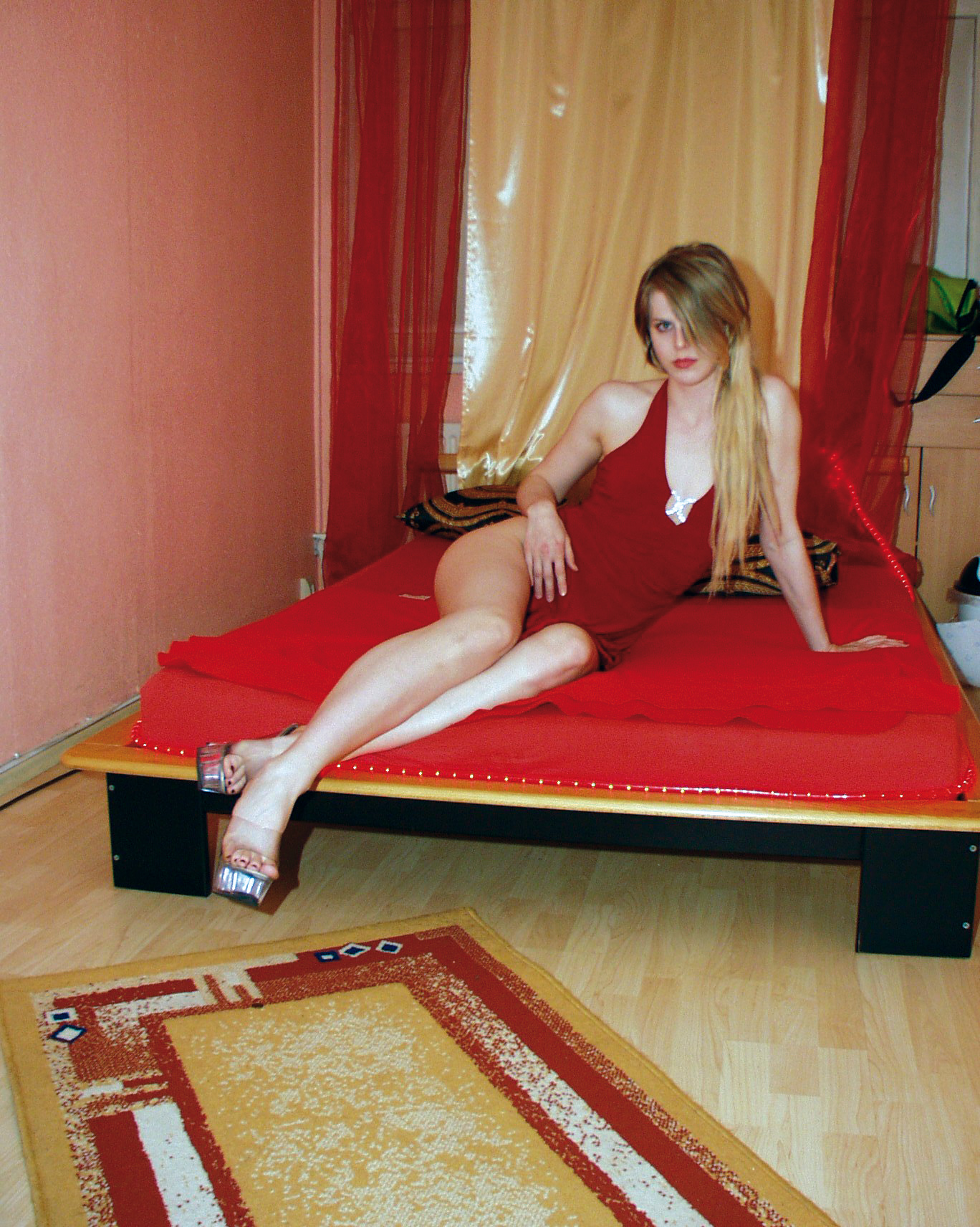
독일의 매춘부; 빨간색은 열정, 사랑, 섹슈얼리티와의 강한 연관성으로 인해 많은 문화에서 성 산업이 선호하는 색상이다.

성 산업(Sex industry)은 성 관련 제품과 서비스 또는 성인 오락을 직간접적으로 제공하는 사업체들로 구성되어 있다. 이 산업은 성매매, 스트립 클럽, 호스트 앤 호스티스 클럽과 같은 성 관련 서비스의 직접적인 제공과 포르노, 성 지향적인 남성 잡지, 여성 잡지, 성 영화, 성 장난감과 페티시 또는 BDSM 부속품과 같은 성 관련 서비스를 포함하는 활동들을 포함한다. 주문형 비디오를 위한 텔레비전 및 선불 성 영화 채널은 성인 영화관, 성 상점, 엿보기 쇼 및 스트립 클럽과 마찬가지로 성 산업의 일부이다. 성 산업은 주로 여성인 전 세계적으로 수백만 명의 사람들을 고용한다. 이들은 성 서비스를 제공하는 성인 서비스 제공자 (ASP)라고도 불리는 성 노동자부터 다수의 지원 인력에 이르기까지 다양하다.

## 같이 보기
- AVN (잡지)
- 에로 마사지
- 친섹스 여성주의
- 섹스 관광
- 성노동자의 권리
- 제3세대 여성주의